# Kurs auf Marcus 12
Kurs auf Marcus 12 (Originaltitel: And the Children Shall Lead) ist die nach Ausstrahlungsreihenfolge vierte und nach Produktionsreihenfolge fünfte Episode der dritten Staffel der Science-Fiction-Fernsehserie Raumschiff Enterprise. Sie wurde in englischer Sprache erstmals am 11. Oktober 1968 bei NBC ausgestrahlt. In Deutschland war sie zum ersten Mal am 23. Februar 1974 in einer synchronisierten Fassung im ZDF zu sehen.

## Handlung
Im Jahr 2268 bei Sternzeit 5029.5 empfängt die Enterprise einen Notruf vom Föderations-Außenposten auf Triacus. Ein Außenteam findet die erwachsenen Bewohner tot vor. Professor Starnes, der Leiter des Außenpostens, stirbt kurz nach der Ankunft der Enterprise. Die fünf Kinder der Bewohner scheinen völlig unbeeindruckt vom Tod ihrer Eltern zu sein. Schiffsarzt McCoy vermutet einen Massenselbstmord der Eltern. Die Gleichgültigkeit der Kinder hält er für eine Art psychische Traumabewältigung. Captain Kirk und sein erster Offizier Spock stellen auffällige Messwerte aus einer Höhle fest und untersuchen sie. Dort wird Kirk von einem unerklärlichen starken Angstgefühl überwältigt.
Die Kinder werden an Bord des Schiffs gebeamt und dort versorgt. Als sie allein sind, rufen sie mittels einer Beschwörung ein fremdes Wesen namens Gorgan herbei. Gorgan lobt die Kinder dafür, dass sie die Erwachsenen auf Triacus aus dem Weg geschafft haben. Jetzt sollen sie dafür sorgen, dass die Enterprise Kurs auf den Planeten Marcus XII setzt, wo angeblich Millionen neue Freunde warten würden. Die Kinder verteilen sich im Schiff und bringen mehrere Besatzungsmitglieder gedanklich unter ihre Kontrolle, vor allem auf der Brücke und im Maschinenraum. Steuermann Sulu setzt unbewusst Kurs auf Marcus XII, glaubt aber, das Schiff sei immer noch im Orbit um Triacus. Captain Kirk bemerkt dies erst, als er zwei Wachleute auf Triacus ablösen will und die beiden Ersatzmänner irrtümlich ins All gebeamt werden.
Kirk eilt auf die Brücke und wird dort Zeuge, wie Gorgan erneut von den Kindern beschworen wird, aber schnell wieder verschwindet. Er will die Kontrolle über das Schiff zurückerlangen, doch die Kinder sorgen dafür, dass niemand mehr in der Lage ist, rational zu handeln. Sie setzen der Besatzung beängstigende Bilder in den Kopf und lassen Kirk rückwärts reden, sodass seine Befehle nicht verstanden werden. Lediglich der halb-vulkanische erste Offizier Spock kann sich der geistigen Kontrolle durch die Kinder entziehen und flieht mit Kirk von der Brücke. Nur wenig später werden die beiden von Navigator Chekov und zwei Sicherheitsleuten aufgehalten. Chekov glaubt, vom Sternenflottenkommando den Befehl erhalten zu haben, Kirk zu verhaften. Kirk und Spock können die drei schließlich überwältigen.
Sie kehren zur Brücke zurück, wo Spock eine Tonaufnahme der Beschwörung durch die Kinder abspielt. Hierauf erscheint Gorgan. Spock zeigt den Kindern jetzt Filmaufnahmen von Triacus, die sie zusammen mit ihren Eltern zeigen. Anschließend folgen Aufnahmen der Beerdigung ihrer Eltern. Nun erkennen die Kinder, was sie eigentlich getan haben, und brechen in tiefe Trauer aus. Gorgans Macht über sie ist gebrochen. Sein Gesicht verformt sich und schließlich entschwindet er. Kirk lässt Kurs auf Sternenbasis 4 setzen, wo die Kinder weitere Hilfe bekommen sollen.

## Verbindungen zu anderen Star-Trek-Produktionen
Im Film Star Trek VI: Das unentdeckte Land von 1991 ist der Planet Marcus XII auf einer Sternenkarte verzeichnet.

## Produktion

### Drehbuch
Der Originaltitel der Folge geht zurück auf das Buch Jesaja im Alten Testament:

“The wolf also shall dwell with the lamb, and the leopard shall lie down with the kid; and the calf and the young lion and the fatling together; and a little child shall lead them.”

„Der Wolf findet Schutz beim Lamm, / der Panther liegt beim Böcklein. Kalb und Löwe weiden zusammen, / ein kleiner Junge leitet sie“

### Darsteller
Craig Hundley, Darsteller von Tommy Starnes, spielte auch Peter Kirk, den Neffen von James T. Kirk, in der Folge Spock außer Kontrolle. Er beendete seine Schauspielkarriere Ende der 1970er Jahre und widmete sich stattdessen ganz der Musik. Unter seinem späteren Namen Craig Huxley trug er zum Soundtrack der Zeichentrickserie Die Enterprise und von Star Trek: Der Film bei. Der von ihm entwickelte Blaster Beam prägte die Musik von Star Trek: Der Film maßgeblich.
Melvin Belli, Darsteller von Gorgan, war hauptberuflich Anwalt und arbeitete nur gelegentlich als Schauspieler. Größere Bekanntheit erlangte er vor allem als Strafverteidiger von Jack Ruby, dem Mörder des Kennedy-Attentäters Lee Harvey Oswald, sowie als Anwalt zahlreicher prominenter Persönlichkeiten.
Caesar Belli, Darsteller von Steve O’Connel, ist der Sohn von Melvin Belli. Für ihn war dies sein einziger Auftritt in einer Fernseh-Produktion.
Erst durch das Casting von Caesar Belli kam Produzent Fred Freiberger auf die Idee, dessen Vater für die Rolle des Gorgan zu verpflichten. Er hoffte, dass Bellis Bekanntheit sich positiv auf die Einschaltquoten der Serie auswirken würden. Als Star-Trek-Schöpfer Gene Roddenberry einen Rohschnitt der Folge sah, war er entsetzt über Melvin Bellis mangelndes Schauspieltalent und verlangte, seine Stimme und sein Aussehen zu verfremden.
Brian Tochi, Darsteller von Ray Tsing Tao, spielte später auch Fähnrich Lin in Folge 4.17 (Augen in der Dunkelheit) der Serie Raumschiff Enterprise – Das nächste Jahrhundert aus dem Jahr 1991.
Lou Elias, Darsteller eines Technikers, arbeitete für die Serie Raumschiff Enterprise als Stuntman und in drei Folgen auch als Schauspieler. Kurs auf Marcus 12 ist die einzige Folge, bei der er in den Credits erwähnt wurde.

### Kulissen
Das Arboretum der Enterprise ist in dieser Folge zum ersten Mal zu sehen.

### Fehler
Das Drehbuch weist einige Ungereimtheiten auf. So bleibt es etwa völlig unklar, woher Kirk Gorgans Namen kennt. In der deutschen Synchronfassung wird er zwar von Mary genannt, bevor Kirk ihn das erste Mal verwendet, im englischen Original sagt sie aber lediglich „He“ („Er“). Weiterhin scheint Kirk am Ende der Folge seine beiden Sicherheitsoffiziere auf Triacus vergessen zu haben, denn statt dorthin zurückzufliegen, lässt er Kurs auf Sternenbasis 4 setzen.

## Adaptionen
James Blish und J. A. Lawrence schrieben eine Textfassung von Kurs auf Marcus 12, die auf Englisch erstmals 1977 in der Geschichtensammlung Star Trek 12 erschien. Die deutsche Übersetzung erschien 1978.

## Rezeption
Kurs auf Marcus 12 gilt unter Fans und Kritikern gleichermaßen als eine der schlechtesten Raumschiff-Enterprise-Folgen. Mit 5,2 von 10 möglichen Punkten (Stand 2018) ist es die in der IMDb am schlechtesten bewertete Folge der Serie.
2016 wurde Kurs auf Marcus 12 in einer Umfrage unter Fans auf einer Star-Trek-Convention in Las Vegas zur siebtschlechtesten Star-Trek-Folge gewählt.
Don Kaye erstellte 2017 für die Website Den of Geek eine Liste von 15 Raumschiff-Enterprise-Folgen, die zwar allgemein als schlecht gelten, aber dennoch einen gewissen Charme besitzen. Kurs auf Marcus 12 führte er hierbei auf Platz 3.
Michael Weyer erstellte 2018 für cbr.com eine Liste von 20 Star-Trek-Folgen, die so schlecht sind, dass man sie gesehen haben muss. Kurs auf Marcus 12 führte er dabei auf Platz 20.
Kayleena Pierce-Bohen erstellte 2019 für screenrant.com auf der Grundlage von IMDb-Bewertungen eine Liste der zehn schlechtesten Star-Trek-Folgen. Kurs auf Marcus 12 landete dabei auf Platz 10.
Michael Kmet führte Kurs auf Marcus 12 2019 auf whatsculture.com in einer Liste der 20 schlechtesten Star-Trek-Folgen auf Platz 8.
Juliette Harrisson führte Kurs auf Marcus 12 2020 auf der Website Den of Geek in einer Liste der gruseligsten Star-Trek-Episoden auf Platz 11.
Christian Blauvelt listete Kurs auf Marcus 12 2022 auf hollywood.com in einem Ranking aller 79 Raumschiff-Enterprise-Folgen auf Platz 56.

## Parodien und Anspielungen
Stephen Kings 1977 erschienene und mehrfach verfilmte Kurzgeschichte Kinder des Mais soll von der Folge Kurs auf Marcus 12 inspiriert sein.
Im Film Zodiac – Die Spur des Killers von 2007 erwähnt Marvin Belli (gespielt von Brian Cox) die Folge Kurs auf Marcus 12.